# 雲林縣大埤鄉大埤國民小學
雲林縣立大埤國民小學（Yun-Lin County Dapi Elementary School），簡稱大埤國小、埤小。建立於1913年（大正二年）。

## 歷史
| 一   | 民國二年四月奉准設立他里霧公學校大埤頭分校。               |
| 二   | 民國九年三月獨立為大埤頭公學校。                           |
| 三   | 民國十年四月校名改稱大埤公學校。                           |
| 四   | 民國十二年四月創立舊庄分教場<二十三年獨立>。               |
| 五   | 民國二十七年五月遷移校址<現址>。                           |
| 六   | 民國三十年四月校名改稱為大埤國民學校。                     |
| 七   | 民國三十四年改稱為台南縣大埤鄉第一國民學校。               |
| 八   | 民國三十六年二月改稱為台南縣大埤鄉大埤國民學校。           |
| 九   | 民國三十八年四月成立員生消費合作社。                       |
| 十   | 民國三十九年十月校名改稱為雲林縣大埤鄉大埤國民學校。       |
| 十一 | 民國四十二年九月設立嘉興、仁和兩分校<四十六年九月獨立>     |
| 十二 | 民國五十四年九月奉令辦理重點輔導國校工作。                 |
| 十三 | 民國五十七年改名為雲林縣大埤鄉大埤國民小學。               |
| 十四 | 民國五十七年九月教育部指定為「生活與倫理」科課程實驗學校。 |
| 十五 | 民國五十八年月九彰化社教館指定為社會中心教育學校。         |
| 十六 | 民國五十九年被指定為牙齒衛生示範學校。                     |
| 十七 | 民國八十二年二月十七日開辦學生營養午餐。                   |

### 歷任校長
大埤國小歷任校長如表：
|    | 姓名   | 任職日期（民國）   | 備註                                         |
| -- | ------ | ------------------ | -------------------------------------------- |
| 1  | 許芳云 | 34年?月 - 35年1月  |                                              |
| 2  | 黃容   | 35年1月 - 36年9月  |                                              |
| 3  | 許芳云 | 36年9月－38年9月   |                                              |
| 4  | 劉守連 | 38年9月－50年9月   |                                              |
| 5  | 柯明信 | 50年9月－62年10月  | 連任屆滿奉調石龜國小                         |
| 6  | 張勝助 | 62年10月－67年12月 | 張勝助校長病逝                               |
| 7  | 蔡陳樣 | 67年12月 - 68年9月 | 因張勝助校長病逝，教務主任蔡陳樣奉派代理校長 |
| 8  | 柯明信 | 68年9月 - 81年2月  |                                              |
| 9  | 李乾生 | 81年2月 - 82年12月 | 八十二年十二月三十日校長李乾生病逝           |
| 10 | 戴中山 | 82年12月 - 83年2月 | 校長李乾生病逝，教務主任戴中山奉派代理校長   |
| 11 | 許澤修 | 83年2月 - 91年2月  | 許澤修校長屆齡退休                           |
| 12 | 郭增吉 | 91年2月 - 94年7月  | 九十四年七月十三日郭增吉校長病逝             |
| 13 | 陳文章 | 94年8月 - 98年8月  |                                              |
| 14 | 林明淵 | 98年8月 - 106年8月 | 連任屆滿奉調公誠國小                         |
| 15 | 王昇泰 | 106年8月 - 今      |                                              |

## 校歌
嘉南平原風光好，酸菜稻香處處飄
青春歡唱氣飛揚，茄冬樹下聞啼鳥
晨昏切磋共筆硯，絃歌不輟奮向前
良師友愛勤歡笑，春風化雨育英才
積極 進取 爭榮譽 美哉大埤有芳馨